# Nepenthes higaonon
Nepenthes higaonon es una planta carnívora tropical endémica de los sustratos de grava del norte de Mindanao, en Filipinas. En particular, la especie se encontraba en la ciudad de Gingóog, en Misamis Oriental.

## Descripción
Esta especie se comparó con Nepenthes viridis, con la que presenta mayor similitud morfológica. Sin embargo, Nepenthes higaonon se diferencia de N. viridis en que su unión entre la hoja y el tallo es no decurrente, con la lámina con tres nervaduras a cada lado de la nervadura central y un ápice redondeado, mientras que en esta última la unión entre la hoja y el tallo es decurrente, con una o dos nervaduras a cada lado de la nervadura central y un ápice agudo.
Las cántaras de N. higaonon son monomórficas: las aéreas son cilíndricas en el tercio superior y la tapa es aplanada, ovalada y con un ángulo de 90° que expone la abertura, a diferencia de N. viridis, que presenta cántaras dimórficas, aéreas infundibulares en el tercio superior y con la tapa abovedada, ovalada a cordada, con un ángulo de hasta 60° que cubre parcialmente la abertura. Otras características notables de la especie son la depresión poco profunda en el peristoma anterior de la aérea (elevada en N. viridis), la inflorescencia monofloral (en comparación con la biflora) y los tallos trepadores largos de hasta 10 metros (en comparación con los de hasta 4 metros).

### Etimología
El epíteto específico deriva del pueblo Higaonon, el grupo cultural indígena del sitio.

## Estado de conservación
La especie está clasificada como En Peligro Crítico según los criterios 3.1 de la UICN, debido a diversas amenazas como la caza furtiva, la agricultura migratoria y la falta de protección legislativa.